# Печера В'ялова
Тоґєрє́к-Ала́н-Хаса́р (крим. Tögerek Alan Hasar, також з 1974 року — Печера В'ялова) — карстова печера в нижньому плато гори Чатирдаг, Крим (Чатирдагський карстовий район).

## Опис
Закладена у верхньоюрських вапняках. Має два входи, зустрічаються натіки, обвальні накопичення.
Печера має вертикальний 31-метровий вхід, який поступово, на глибині близько 16 м переходить у крутий, майже вертикальний, вал. Загальна глибина печери 124 м, довжина — 160 м.
Належить до печерної системи В'ялова, групи порожнин, розташованих на півдні Чатир-Дага і які, мабуть, утворилися після Дніпровського заледеніння. Сама печера дала назву давній водоносній системі.
Печера В'ялова — середня ланка водоносної системи — починається провальним колодязем. На глибині 16 метрів він виводить у похилу галерею, що має низку розширень, які розділені уступами або натічними каскадами. Нижня ланка водоносної системи представлена печерою Обвальна. Невеликий вхідний отвір, утворений вивалом брили вапняку, веде до величезної зали площею понад 1 тис. м ² і заввишки 30 м . У цій печері багато гарних натіків.
У В'ялову часто потрапляють дикі та домашні тварини, що відбилися від стада. Причина в тому, що вхід до печери є 10-метровим в радіусі отвір, який виглядає у формі вирви. Якщо відійти на 2 м від краю, то можна і не помітити, що там прірва.

## Назва
Назва Тогерек-Алан-Хасар в перекладі з кримськотатарської мови означає «провал у круглої галявини» (tögerek — круглий, alan — галявина, hasar — провал, воронка).
Радянська назва на честь геолога О. С. В'ялова (1904—1988), який першим досяг у 1927 році глибини 100 м у шахті Бездонної на Чатирдазі. Автор праць з карсту Криму. Назва присвоєна Карстової комісією КАН у 1974 р. у зв'язку з 70-річчям вченого.

## Печерна система В'ялова
Печерна система В'ялова — це система з трьох печер, які розташовані на нижньому плато гори Чатирдаг, Крим. Початок системи — порожнина Учунжу, яка складається з вхідного колодязя глибиною 20 метрів та кількох залів, багато прикрашених натеками.
Система складається з трьох печер (має три входи): печера Учунжу, печера В'ялова та печера Обвальна.